# Chrystina Sayers
Chrystina Lauren Sakamoto Sayers (San Diego, Californië, 14 augustus 1987) is een Amerikaanse danseres en zangeres. Sayers is lid van de Amerikaanse meidengroep Girlicious.
Sayers heeft Afro-Amerikaanse, Jamaicaanse, indiaanse, Ierse en Japanse roots. Ze ging naar La Jolla Country Day School, waar ze afstudeerde in 2005. Haar vader en haar oom Gale Sayers zijn voormalige NFL footballspelers. Ze nam zangles toen ze 14 jaar oud was en studeerde zes jaar dans. 
Chrystina nam deel aan de realityshow Pussycat Dolls Present: Girlicious. Tijdens de show had ze veel moeite met het onthouden van haar teksten. Tijdens de show had ze een sterke vriendschap met Natalie Mejia. Mejia hielp haar met veel ondersteuning tijdens de show. Maar ze kregen ook lof van de jury voor een aantal sterke optredens. Ze heeft verklaard dat zij niet dacht dat zij lid van de groep van Robin Antin zou worden.
Robin Antin maakte aan het einde bekend dat Girlicious niet drie maar vier leden moest hebben, het vierde lid werd Sayers.